# Javotte Bocconi Manca di Villahermosa
Genoveffa Yvonne (detta Javotte) Manca di Villahermosa di Santa Croce e di Nissa, coniugata Bocconi (Cagliari, 8 ottobre 1879 – Milano, 17 gennaio 1965) è stata una nobildonna e mecenate italiana.
Fu anche dama di Palazzo della regina Elena del Montenegro.

## Biografia
Genoveffa, da tutti conosciuta con il soprannome di Javotte, nasce a Cagliari da don Enrico Manca dei marchesi di Villahermosa. Il 6 settembre 1906 sposa il senatore Ettore Bocconi, secondogenito di Ferdinando Bocconi.
Nel 1932, alla morte del marito, viene nominata presidente del consiglio di amministrazione dell'università Bocconi, assumendo così un ruolo attivo nel sostegno all'ateneo. Conservò questo incarico fino al 1957 quando decise di designare come proprio successore Furio Cicogna. Non avendo avuto figli, e non essendoci eredi diretti, perché i due fratelli del marito erano morti senza discendenza, Javotte decide di modificare lo statuto dell'università in modo che: "la nomina del presidente del Consiglio di Amministrazione della Bocconi e dei 9 membri di designazione degli eredi del fondatore fosse di spettanza dell'associazione Amici della Bocconi - Istituto Javotte Bocconi".
Durante il suo mandato spinse alla creazione di una sede più adeguata che fu realizzata dall architetto Giuseppe Pagano in via Sarfatti, ancora oggi sede dell'Università. Il nuovo edificio fu inaugurato proprio da Donna Javotte il 21 dicembre 1941.
Nel 1951 costituisce con Alessandro Croccolo l'Associazione Amici della Bocconi il cui scopo è quello di aiutare docenti e studenti. Questo suo ruolo di governance viene potenziato attraverso gli scambi culturali con l'estero, il finanziamento di borse di studio e varie iniziative assistenziali. L'associazione cambierà nome nel 1955 diventando Istituto Javotte Bocconi Manca di Villahermosa. Donna Javotte donò all'associazione che porta il suo nome gli edifici di proprietà della famiglia siti in Corso Venezia e via Borghetto per farne la loro sede. Nel 2009 la sede dell'istituto si sposterà dallo storico Palazzo Bocconi di Corso Venezia a via Castelbarco. A lei è dedicata anche la residenza studentesca in via Giovenale.
Il 30 maggio 1962 partecipa all'inaugurazione della Rettoria San Ferdinando, un centro pastorale composto da una chiesa e da un edificio destinato allo studio, e alla formazione culturale e spirituale degli studenti e tutto il personale accademico dell'Università Bocconi.
Muore a Milano il 17 gennaio 1965, e verrà sepolta nella tomba di famiglia che si trova nel Cimitero Monumentale di Milano. Alla sua morte l'intero patrimonio della famiglia Bocconi passerà all'università. Sarà il primo lascito versato all'ateneo.